# Нуксак
Нуксак, нуксэк, (Nooksack, Nootsack) - бездействующий (мёртвый) салишский язык, на котором раньше говорил индейский народ нуксак, проживающий на северо-западе штата Вашингтон и в центре округа Уотком в США. Последний говорящий на языке умер около 1988 года, сейчас говорят на английском языке.
Нуксак наиболее тесно связан с языками сечелт, сквамиш и халкомелем, на которых говорят в разных частях штата Британская Колумбия в Канаде.